# The Book of Secrets
The Book of Secrets – szósty album studyjny kanadyjskiej wykonawczyni muzyki folkowej i celtyckiej Loreeny McKennitt wydany w 1997 roku. Album pozostaje największym sukcesem komercyjnym artystki w jej dotychczasowej karierze.

## Spis utworów
Wszystkie utwory zostały skomponowane przez Loreenę McKennitt, chyba że odnotowano inaczej:
1. "Prologue" – 4:22
2. "The Mummers' Dance" – 6:07
3. "Skellig" – 6:07
4. "Marco Polo" – 5:15
5. "The Highwayman" (sł. Alfred Noyes, aranż. Loreena McKennitt) – 10:19
6. "La Serenissima" – 5:09
7. "Night Ride Across the Caucasus" – 8:30
8. "Dante's Prayer" – 7:11